# La Fuite d'Henri de Valois de Pologne
La Fuite d'Henri de Valois de Pologne est un tableau peint par Artur Grottger en 1860. Il représente Henri III de France. 
Il est conservé au musée national de Varsovie. 
En 2014, le tableau est prêté au musée des beaux-arts de Lyon dans le cadre de l'exposition L'invention du Passé. Histoires de cœur et d'épée 1802-1850.